# Muhammad Qasim Fakhri
Le mufti Muhammad Qasim Fakhri (en ourdou : مفتی محمد قاسم فخری), né le 3 octobre 1983 à Quetta (Pakistan), est un dignitaire religieux et homme politique pakistanais.
Avec Sarwat Fatima et Muhammad Younus Soomro, il est l'un des trois seuls membres du Tehreek-e-Labbaik Pakistan (TLP) à avoir été élu député (dans une assemblée provinciale) au cours des élections législatives de 2018.

## Carrière politique
Lors des élections législatives de 2018, Muhammad Qasim Fakhri se présente comme candidat du Tehreek-e-Labbaik Pakistan (TLP) dans la circonscription PS-115 représentant le quartier de Baldia Town (en) à Karachi, dans lequel il officie comme imam d'une mosquée. Il est élu à l'Assemblée du Sind en obtenant 27,08 % des suffrages exprimés et devance de plus de 6 500 voix son principal adversaire, Abdul Rehman du Mouvement du Pakistan pour la justice,.
En mai 2023, il est à l'origine d'une résolution de l'Assemblée provinciale du Sind qui réclame l'interdiction et la répression du Mouvement du Pakistan pour la justice (PTI).